# Ilse Langguth

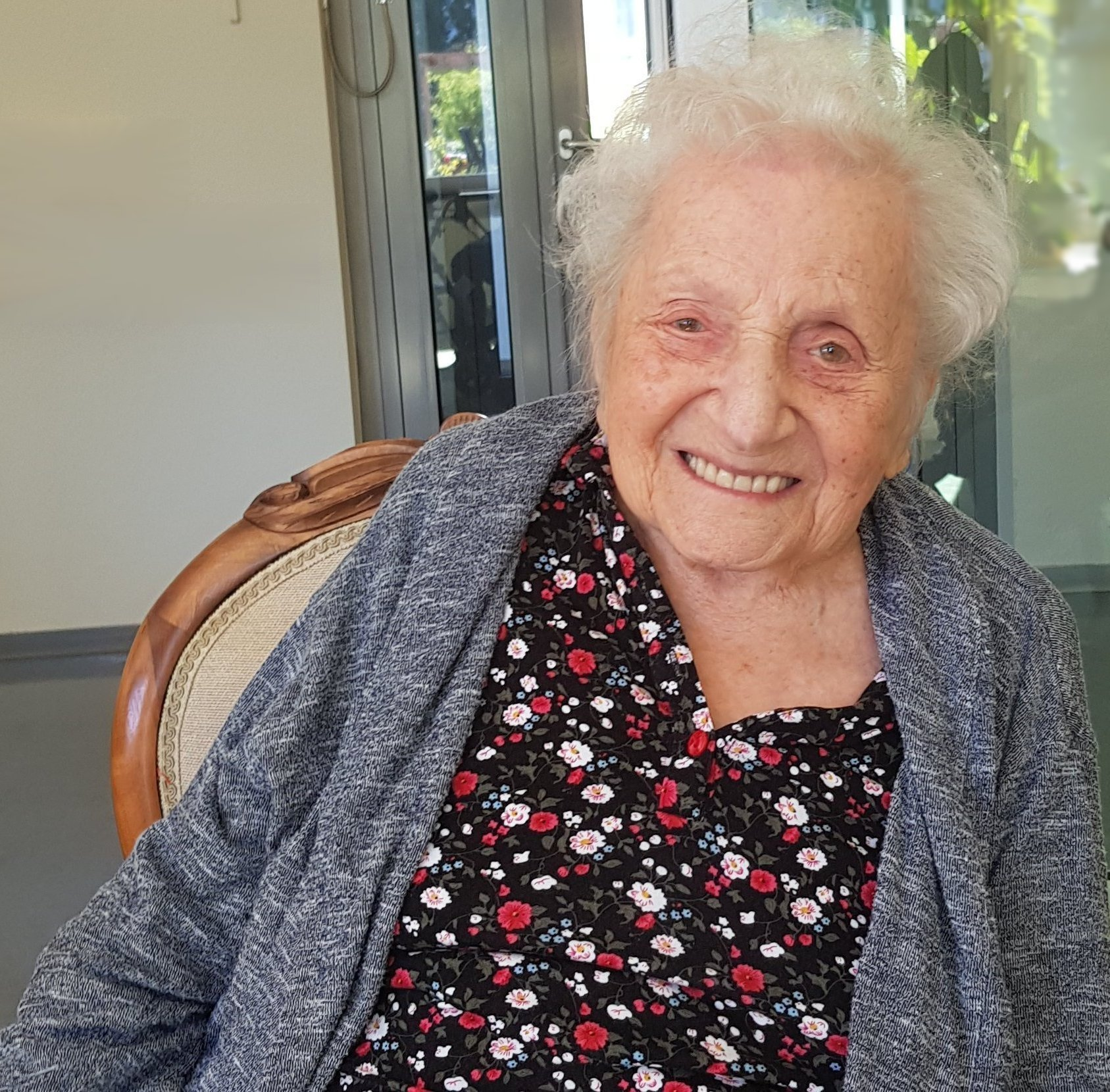
Ilse Langguth, 2020

Ilse Langguth, geborene Schlesinger (* 29. Mai 1921 in Neustadt (Oberschlesien), heute Prudnik, Polen; † 1. Juli 2022 in Berlin) war eine deutsche Emigrantin zur Zeit des Nazi-Regimes und seit der Emigration eine Aktivistin der Frauenbewegung.

## Leben

### Jugend und Emigration
Ilse wuchs in Cosel, einer Kleinstadt in Oberschlesien, auf. Ihr Vater, Besitzer einer kleinen Kolonialwarenhandlung, war im Ersten Weltkrieg Frontsoldat, Feldwebel, und wurde mit dem „Eisernen Kreuz“ ausgezeichnet.
Nach der Volksschule besuchte sie das Gymnasium in Cosel, das sie 1935 wegen ihrer jüdischen Herkunft gemäß den Nürnberger Gesetzen verlassen musste.
Sie begann dann eine landwirtschaftliche Ausbildung im Rahmen der Hachschara in der nicht zionistischen Ausbildungsstätte in Groß Breesen (heute: Brzeźno Trzebnica) bei Prausnitz, Krs. Trebnitz, mit dem Ziel, nach Palästina auszuwandern. Dort erlebte sie 1938 die grausamen Novemberpogrome. Im Mai 1939 nahm sie die Möglichkeit wahr, gemeinsam mit ihrem älteren Bruder Hans nach Großbritannien zu flüchten.
Ihre Eltern mussten zurückbleiben und später ihr Haus räumen, sie lebten dann bis zu ihrem Abtransport im Leichenkeller des jüdischen Friedhofs von Cosel. Erst kurz vor ihrem Tod erfuhr Ilse, das sie und ihr Großvater 1944 in das KZ Theresienstadt deportiert und dort ermordet wurden.
Zunächst war Ilse in Großbritannien auf einer Rinderfarm in der südenglischen Grafschaft Dorset beschäftigt, dann wurde ihr das Studium an der Landwirtschaftlichen Hochschule in Glasgow ermöglicht.
In Glasgow bekam sie Kontakt zum Scottish Refugee Centre (Schottisches Flüchtlingszentrum). Nach Kriegsbeginn gab sie ihr Studium auf und arbeitete als Milchprüferin für das Scottish Milk Marketing Board, einer Einrichtung, die für die Qualitätskontrolle in der schottischen Milchwirtschaft zuständig war.
Ilse war Mitglied der Gruppe deutscher Gewerkschafter in Großbritannien (Trade Union Centre for German Workers in Great Britain) und der Freien Deutschen Bewegung in Großbritannien (Free German Movement in Great Britain). Den Hauptteil ihrer politischen Arbeit leistete sie im Rahmen der Democratic Association of German Refugee Women in Scotland (Demokratischer Verband Deutscher Flüchtlingsfrauen in Schottland). Zusammen mit anderen Emigranten beteiligte sie sich auch an Spendensammlungen oder am Verkauf von Zeitungen, zum Beispiel Woman at Work (Die arbeitende Frau), eine von Emigranten herausgegebene Frauenzeitung.
Sie lernte in Glasgow den deutschen Emigranten Ernst Langguth kennen, sie heirateten. 1946 kehrte sie mit ihrem Ehemann Ernst nach Deutschland, nach Berlin-Prenzlauer Berg, zurück. Sie hatten zwei Kinder.

### Das Geburtstagsalbum aus Groß Breesen
Im Herbst 2015 ersteigerte das Jüdische Museum Berlin ein Fotoalbum, dessen Herkunft mit „Groß Breesen“, einem Ort in Schlesien (heute Brzeźno), ausgewiesen war. Es war das Geburtstagsgeschenk zum 18. Geburtstag an Ilse von ihren jüdischen Freundinnen und Freunden aus der Ausbildungsstätte in Groß Breesen. Sie hatte wegen ihrer Flucht nach Schottland 1939 dieses Geschenk nicht mehr erhalten.

### Arbeit für den DFD und die IDFF

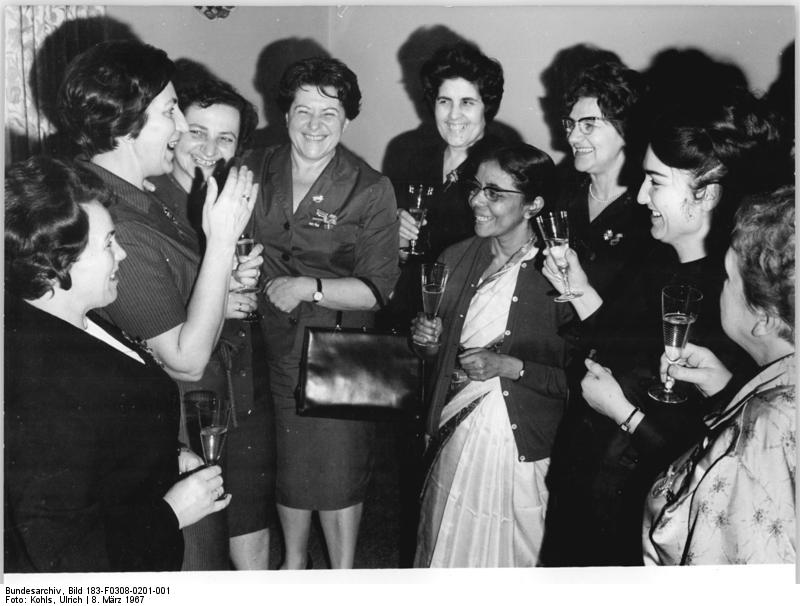
Eine Abordnung des IDFF gratuliert zum 20. Jahrestag des DFD, 3. von links Ilse Langguth

Ilse Langguth gehörte zu den Mitbegründerinnen des Demokratischer Frauenbund Deutschlands (DFD). Ab 1950 arbeitete sie als Dolmetscherin an der Botschaft der Volksrepublik China in der DDR. Anknüpfend an ihre Arbeit in den Frauenkomitees in der Emigration war sie von 1951 bis zu ihrer Berentung 1981 bei der Internationalen Demokratischen Frauenföderation (IDFF) als politische Mitarbeiterin tätig, wo sie für die Rechte der Frauen auf der ganzen Welt wirkte.
Solange es ihre Gesundheit zuließ, war Ilse Langguth Mitglied des Vorstandes der VVN/BdA Berlin-Prenzlauer Berg.